# Rabenfächerschwanz
Der Rabenfächerschwanz (Rhipidura atra), früher als Mohrenfächerschwanz bezeichnet, ist eine Vogelart aus der Familie der Fächerschwänze (Rhiipiduridae). Er kommt ausschließlich in Neuguinea vor. Wie für Fächerschwänze charakteristisch, weist der Rabenfächerschwanz ein langes Schwanzgefieder auf, das weit aufgefächert werden kann.
Die Bestandssituation des Rabenfächerschwanzes wird von der IUCN als ungefährdet (least concern) eingestuft. Es werden zwei Unterarten unterschieden.

## Merkmale
Der Rabenfächerschwanz erreicht eine Körperlänge von 16 bis 17 Zentimeter. Sie wiegen zwischen 11 und 12 Gramm.
Die Männchen haben ein vollständig samtschwarzes Gefieder. Lediglich über dem Auge befindet sich ein sehr schmaler, kaum auszumachender weißer Streif. Die Weibchen und die Jungvögel sind rotbraun, lediglich das mittlere Steuerfederpaar des Schwanzgefieders ist vollständig schwarz.
Die Iris ist dunkelbraun, der Oberschnabel ist schwarz und der Unterschnabel ist gelb.

## Verwechslungsmöglichkeiten
Im Verbreitungsgebiet des Rabenfächerschwanzes kommt der Fächerschwanz-Monarch (Monarcha axillaris) vor. Dieser ist allerdings blauschwarz und hat keinen weißen Überaugenstreif. Der Schnabel ist perlgrau und nicht schwarz und gelb. Der Zweiphasen-Fächerschwanz (Rhipidura brachyrhyncha) ist kleiner und nur auf der Körperoberseite schwarz.

## Stimme
Das Rufspektrum des Rabenfächerschwanzes ist groß. Die Rufe bestehen unter anderem aus einer Serie von 10 leisen Pfiffen, die in der Tonhöhe ansteigen und immer kürzer werden. Alternativ lässt er zehn mit tyeek umschriebene Pfiffe hören, deren Tonhöhe abwechselnd ansteigen und fallen.

## Verbreitungsgebiet, Unterarten und Lebensraum
Der Rabenfächerschwanz kommt in den Gebirgen von Neuguinea vor, das Verbreitungsgebiet zieht sich entsprechend disjunkt von der Ostspitze dieser nach Grönland größten Insel der Welt bis zur Westspitze. Er kommt außerdem auf Waigeo vor, der größten der vier Hauptinseln des Archipels von Raja Ampat vor der Küste Westneuguineas.
Die zwei Unterarten kommen in folgenden Regionen vor:
- R. a. atra Salvadori, 1876 – Waigeo und Gebirge Neuguineas mit Ausnahme des Cyclops-Gebirges
- R. a. vulpes Mayr, 1931 – Das Verbreitungsgebiet ist begrenzt auf das Cyclops-Gebirge im Norden von Neuguinea. Die Unterart unterscheidet sich von der Nominatform durch den intensiveren rotbraunen Gefiederten des Weibchens.[4]

Der Lebensraum sind Bergwälder, wo er gewöhnlich im dichten Unterholz im Waldinneren und am Waldrand vorkommt. Die Höhenverbreitung reicht von 1000 bis 2150 Metern, sehr selten ist er auch oberhalb von 700 Meter oder in Höhenlagen bis zu 3200 Metern zu beobachten.

## Lebensweise
Der Rabenfächerschwanz kommt überwiegend paarweise vor. Er ist ein Insektenfresser, der seine Beutetiere häufig im Flug fängt, aber auch das Blattwerk nach ihnen durchsucht. Das Nest wird in Bodennähe in einer Astgabel errichtet. Wie für Fächerschwänze charakteristisch ist es napfförmig, hat aber häufig ein schwanzförmiges Anhängsel. Das Gelege besteht aus einem einzelnen Ei.

## Einzelbelege
1. ↑   Pratt und  Beehler: Birds of New Guinea. S. 467.
2. 1 2 3   Handbook of the Birds of the World zum Rabenfächerschwanz, aufgerufen am 29. Juli 2017
3. ↑   Pratt und  Beehler: Birds of New Guinea. S. 470.
4. 1 2   Beehler &  Pratt: Birds of New Guinea; Distribution, Taxonomy, and Systematics . S. 411.
5. ↑   Pratt und  Beehler: Birds of New Guinea. S. 468.